# Fernand Franck
Fernand Franck (né le 6 mai 1934) est un prélat luxembourgeois de l'Église catholique. Il a été archevêque de Luxembourg de 1990 à 2011. 

## Biographie
Fernand Franck naît à Esch-sur-Alzette le 6 mai 1934 et fréquente ensuite l'école primaire et secondaire de la ville. Il réalise son séminaire à Luxembourg et Münster, en Allemagne. Ordonné prêtre en 1960, Franck est d'abord nommé pasteur associé à la paroisse Saint-Joseph de Differdange, où il sert jusqu'en 1971. Il est également directeur de l’Action Catholique des Jeunes et directeur national des Œuvres de la Sainte Enfance, de 1969 à 1977,.  
À partir de 1977, Franck est Secrétaire général de l’Œuvre Pontificale de la Propagation de la Foi au Vatican. En conjonction avec ces poste, il est également nommé en 1983 Conseiller ecclésiastique à l'Ambassade du Luxembourg près le Saint-Siège. 
Le pape Jean-Paul II le nomme archevêque de Luxembourg le 21 décembre 1990 et il est ordonné évêque le 2 février 1991 à la cathédrale Notre-Dame de Luxembourg. Il siège dans différentes commissions épiscopales européennes. 
L'Université du Sacré-Cœur, au Connecticut, lui confère un doctorat honorifique en lettres humaines en 2003. 
Le pape Benoît XVI accepte sa démission en tant qu'archevêque de Luxembourg le 12 juillet 2011,.  